# Berď
Berď (rusky Бердь) je řeka v Altajském kraji a v Novosibirské oblasti v Rusku. Je dlouhá 363 km. Povodí řeky je 8650 km².

## Průběh toku
Pramení na západních svazích Salairského krjaže. Teče v široké dolině a její koryto je značně členité. Ústí do Novosibirské přehrady jako pravý přítok Obu. Vzdutí přehradní nádrže dosahuje do vzdálenosti 40 km od původního ústí k městu Iskitim.

## Vodní režim
Zdrojem vody jsou sněhové a dešťové srážky. Průměrný roční průtok vody u města Iskitim činí 45,8 m³/s. Zamrzá na začátku listopadu a rozmrzá v polovině dubna.

## Využití
Řeka je splavná pro vodáky. Na dolním toku leží město Berdsk.